# Generalna skupščina Združenih narodov
Generalna skupščina Združenih narodov, krajše Generalna skupščina ZN (angleško United Nations General Assembly), je najpomembnejši izmed petih organov Organizacije združenih narodov (OZN). Zaseda enkrat letno na rednem zasedanju, ki traja približno 3 mesece. Zaseda lahko tudi ad hoc. V Generalni skupščini nastopajo vse države in ima velike pristojnosti. Vsaka država članica ima en glas, pomembnejše odločitve pa se sprejemajo z dvotretjinsko večino. Generalna skupščina državam članicam OZN izdaja priporočila, ki so jih te dolžne upoštevati. Voli člane Ekonomsko-socialnega sveta, skrbniškega sveta, nestalne članice Varnostnega sveta in sodnike Mednarodnega sodišča, imenuje Generalnega sekretarja (na predlog Varnostnega sveta).
Generalna skupščina ima šest glavnih odborov:
- Prvi odbor (Razorožitev in mednarodna varnost),
- Drugi odbor (Gospodarske in finančne zadeve),
- Tretji odbor (Socialne, humanitarne in kulturne zadeve),
- Četrti odbor (Posebne politične zadeve in dekolonizacija),
- Peti odbor (Upravne in proračunske zadeve) in
- Šesti odbor (Pravne zadeve).[2]

Poleg glavnih odborov ima Generalna skupščina še številne druge odbore in telesa (npr. Odbor za potrjevanje poverilnic, Splošni odbor, Komisija za mednarodno pravo (ILC), Komisija OZN za mednarodno gospodarsko pravo (UNCITRAL), Komisija za mednarodne uslužbence, Svet OZN za človekove pravice...).